# (5616) Vogtland
(5616) Vogtland es un asteroide perteneciente al cinturón de asteroides descubierto el 29 de septiembre de 1987 por Freimut Börngen desde el Observatorio Karl Schwarzschild, en Tautenburg, Alemania.

## Designación y nombre
Designado provisionalmente como 1987 ST10. Fue nombrado Vogtland en homenaje a la región que ocupa la superficie alrededor del punto fronterizo entre los estados federales de Sajonia, Turingia y Baviera en Alemania, y la región de Cheb en la República Checa.

## Características orbitales
Vogtland está situado a una distancia media del Sol de 2,631 ua, pudiendo alejarse hasta 3,147 ua y acercarse hasta 2,114 ua. Su excentricidad es 0,196 y la inclinación orbital 3,212 grados. Emplea 1558,76 días en completar una órbita alrededor del Sol.

## Características físicas
La magnitud absoluta de Vogtland es 13,9. Tiene 9,967 km de diámetro y su albedo se estima en 0,051. 